# James Justice
James Justice (1698–1763) va ser un horticultor escocès. Els seus llibres sobre jardineria com el titulat The Scots Gardiner, van ser distribuïts a gran part de la Gran Bretanya i d'Irlanda. Era un apassionat pels experiments botànics. Va ser expulsat de la Royal Society i això s'ha atribuït a les despeses que va tenir en hivernacles i en les barreges de terra. Es considera «el pare» de la jardineria a Escòcia. El gènere de plantes amb flors Justicia l'honora.